# Achicourt
Achicourt es una comuna francesa situada en el departamento de Pas-de-Calais, en la región de Alta Francia.

## Historia
Los primeros vestigios de vida en el territorio comunal se encontraron durante la construcción de la carretera departamental que va de Dainville a Achicourt.
En la zona habitaba un pueblo galo en el siglo I a. C. Probablemente su existencia continuó hasta el siglo IV d. C. Aparentemente tenía buenas relaciones con el invasor romano.
La localidad se construyó en torno al actual centro de la ciudad. En la década de 1960 experimentó una fase de periurbanización que dio lugar a la formación de dos nuevos barrios: el "nuevo Achicourt" y el "viejo Achicourt"

## Demografía
| 5186 | 5188 | 7433 | 7795 | 7959 | 7695 | 7938 |
| Para los censos de 1962 a 1999 la población legal corresponde a la población sin duplicidades (Fuente: INSEE [Consultar]) |      |      |      |      |      |      |